# Glicolipidi
I glicolipidi sono una classe di composti costituiti da macromolecole che contengono carboidrati legati a lipidi. Fanno parte degli sfingolipidi. Non devono essere confusi con i glicerolipidi che sono derivati invece dal glicerolo. La differenza tra glicolipidi e glicerolipidi è che i glicolipidi hanno la sfingosina al posto del glicerolo. 

## Caratteristiche
Generalmente questi tipi di composti si possono trovare sulle membrane cellulari che si estendono dalla membrana fosfolipidica all'ambiente acquoso che circonda la cellula. La loro funzione più importante, non molto differente da quella delle glicoproteine, è di riconoscere sostanze chimiche specifiche provenienti dall'esterno aiutando a mantenere l'equilibrio all'interno della cellula. Ad esempio, trovandosi sulle pareti dei globuli rossi, sono decisivi per la distinzione dei vari gruppi sanguigni.
Giocano ruoli anche nel formare i tessuti aiutando le cellule a restare attaccate e a fornire energia alla cellula.
Nella seconda metà del XX secolo sono stati riconosciuti molti glicolipidi con proprietà antibiotiche e fungicide contro diverse specie di Candida e Pneumocystis, spesso responsabili di mortalità in pazienti con immunità compromessa.
Tra i glicolipidi più studiati negli ultimi anni figurano le papulacandine A, B, C, D, E e le chaetiacandine.
L’Autorità europea per la sicurezza alimentare ha valutato la sicurezza dell’uso proposto dei glicolipidi come additivo alimentare. Nel parere dell’Autorità  è stata stabilita una dose giornaliera ammissibile («DGA») di 10 mg/kg di peso corporeo al giorno.

## Tipi di glicolipidi
- Galattolipidi
- Solfolipidi
- Glicosfingolipidi
  - Cerebrosidi
    - Galattocerebrosidi
    - Glucocerebrosidi

  - Gangliosidi
  - Globosidi